# D54 (hunebed)
Hunebed D54 ligt buiten Havelte op de Havelterberg in de Nederlandse provincie Drenthe. Het hunebed ligt ten zuiden van de Hunebeddenweg, een zijweg van de Van Helomaweg. Het ligt op een kleine zandvlakte omgeven door gras.
Hunebed D54 is nooit wetenschappelijk onderzocht.

## Bouw

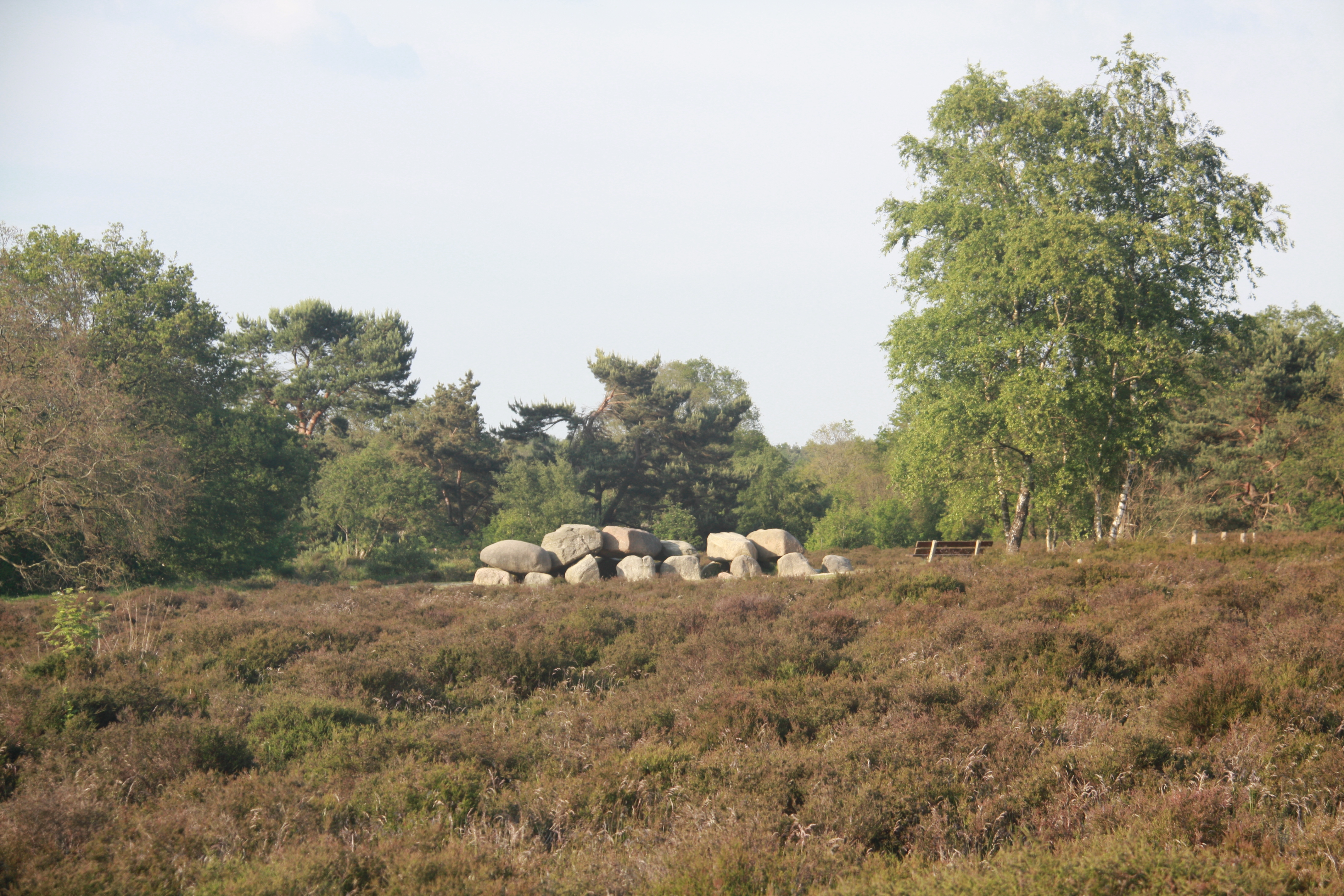
Het hunebed in 2010

D54 is gebouwd  tussen 3400 en 3100 v.Chr. en wordt toegeschreven aan de trechterbekercultuur. 
Het hunebed telt zes dekstenen, waarvan er vier volledig op de draagstenen rusten. De oostelijkste deksteen ontbreekt, evenals de sluitsteen eronder. Aan de westelijke zijde zijn drie sluitstenen. Wel zijn alle veertien draagstenen aanwezig. Ook is er nog een poortzijsteen te vinden. De poort is naar het zuidoosten gericht.
Het hunebed is 12,7 bij 3,3 meter groot en is oostzuidoost – westzuidwest georiënteerd.

## Geschiedenis
Het hunebed wordt genoemd in een reisverslag van Andries Schoenmaker in 1732.
In de 19e eeuw kocht de Staat der Nederlanden het hunebed van de boermarke van Havelte.
Het hunebed staat, samen met D53, vermeld op een Franse kaart (uit 1811–1813 van het Corps Impérial des Ingénieurs Géographes) als Anciennes Sépultures des Huns couvertes de Grosses Pierres Granitique.
Het hunebed is (samen met hunebed D53) afgebeeld op een aquarel van J. Dijkstra uit circa 1942. Deze werd als schoolplaat gebruikt.
Tijdens de Tweede Wereldoorlog werd een vliegveld aangelegd door de Duitsers. Het hunebed werd onder een laag zand begraven, zodat het niet kon worden gebruikt als herkenningspunt door de geallieerden. Na de oorlog werd deze heuvel weer afgegraven.

## Omgeving
Aan de overzijde van de weg ligt op 200 meter afstand het grotere hunebed D53. Tijdens wetenschappelijk onderzoek in 1918 werden in dit hunebed meer vondsten gedaan dan in enig ander hunebed in Nederland. Hunebed D53 werd in een 7 meter diep gat begraven om plaats te maken voor een landingsbaan en na de oorlog weer opgebouwd.